# Dagonville
Dagonville település Franciaországban, Meuse megyében. Lakosainak száma 86 fő (2022. január 1.). Dagonville Lavallée, Lignières-sur-Aire, Ménil-aux-Bois, Salmagne és Cousances-lès-Triconville községekkel határos.

## Népesség
A település népességének változása:
| Lakosok száma | 106  | 91   | 85   | 81   | 82   | 83   | 85   | 83   | 83   | 86   |
|               | 1968 | 1982 | 1990 | 2006 | 2013 | 2015 | 2017 | 2019 | 2020 | 2022 |